# Caring
Caring – wieś w Anglii, w hrabstwie Kent, w dystrykcie Maidstone. Leży 5 km na wschód od miasta Maidstone i 57 km na południowy wschód od centrum Londynu.